# Bulbophyllum neocaledonicum
Bulbophyllum neocaledonicum là một loài phong lan thuộc chi Bulbophyllum.